# Pelagićevo
La municipalidad de Pelagićevo se localiza dentro de la región de Doboj, dentro de la República Srpska, en Bosnia y Herzegovina.

## Localidades
Esta municipalidad de la República Srpska, localizada en Bosnia y Herzegovina se encuentra subdividida en las siguientes localidades a saber:
- Blaževac
- Donja Tramošnica (un sector)
- Donje Ledenice (un sector)
- Donji Skugrić (un sector)
- Gornja Tramošnica
- Gornje Krečane (un sector)
- Gornje Ledenice (un sector)
- Jasenica (un sector)
- Krčevljani
- Njivak
- Orlovo Polje
- Pelagićevo
- Porebrice (un sector)
- Rajska (un sector)
- Samarevac
- Sibovac (un sector)
- Tolisa
- Turić
- Zelinja Gornja

## Historia
Esta municipalidad se creó después de los Acuerdos de Dayton, dividiendo a la municipalidad de pre-guerra de Gradacac en dos, quedando una parte para la República Srpska y la otra para la Federación de Bosnia y Herzegovina.

## Demografía
Si se considera que la superficie total de este municipio es de 178 kilómetros cuadrados y su población está compuesta por unas 7.865 personas, se puede estimar que la densidad poblacional de esta municipalidad es de 44 habitantes por cada kilómetro cuadrado de esta división administrativa.